# Synegia decolorata
Synegia decolorata är en fjärilsart som beskrevs av W. Warren 1903. Synegia decolorata ingår i släktet Synegia och familjen mätare. Inga underarter finns listade i Catalogue of Life.